# PTSD Radio
PTSD Radio (japanisch 後遺症ラジオ Kōishō Radio) ist eine Manga-Serie von Masaaki Nakayama, die in Japan von 2010 bis 2018 erschienen ist. Die Mystery- und Horror-Serie wurde unter anderem ins Deutsche übersetzt.

## Inhalt
Ein geheimnisvolles Wesen lauert im Dunkeln, im Augenwinkel und in schattigen Winkeln. Es zieht seine Opfer an Haaren hinein in diese Dunkelheit und bis in ihren Tod. Das Schicksal vieler verschiedener Menschen ist in besonderer Weise mit Haaren verbunden. Durch sie findet sie das Wesen und damit ihr Ende. So die Frau, der als Kind die Haare abrasiert wurde; ein Junge, dessen Mobber ihm mit dem Abschneiden der Haare drohen; das Haar als Opfergabe an eine Gottheit; Geistererscheinungen in einem Zug oder eine Frau, die sich an ihren Haaren erhängt. Die kurzen Episoden bilden Stück für Stück eine zusammenhängende Geschichte über das geheimnisvolle Wesen.

## Veröffentlichung
Der Manga erschien zunächst ab Juli 2010 in einzelnen Kapiteln im Magazin Nemesis. Dessen Verlag Kodansha brachte die Serie danach von 2012 bis 2018 in sechs Sammelbänden heraus. Eine deutsche Übersetzung von Noreen Adolf erscheint seit Oktober 2024 bei Tokyopop in bisher vier Bänden (Stand Juli 2025). Die Übersetzerin ist Noreen Adolf. Eine englische Fassung erschien bei Kodansha Comics in Amerika, eine italienische bei Coconino Press und eine chinesische bei Tong Li Publishing in Taiwan. Die englische Ausgabe wurde 2023 für den Eisner Award nominiert.